# Coste de capital
El coste del capital es el rendimiento mínimo que debe ofrecer una inversión para que merezca la pena realizarla desde el punto de vista de los actuales poseedores de una empresa.
El coste del capital es uno de los elementos que determinan el valor de la empresa. Si una empresa obtiene una determinada rentabilidad sobre las inversiones que realiza igual al coste de las fuentes financieras utilizadas en un proyecto, el precio de mercado de las acciones de esa empresa debería mantenerse inalterado. Si la rentabilidad obtenida es superior al coste del capital utilizado la cotización de las acciones debería subir y si el coste fuera mayor que la rentabilidad obtenida el valor de mercado de las acciones debería descender para reflejar la pérdida de esa inversión. El coste de capital es el coste de los recursos financieros necesarios para llevar a cabo una inversión. Se puede distinguir entre coste del capital de una empresa de forma conjunta y el coste de capital de cada uno de los componentes de la financiación como son los recursos ajenos, acciones y reservas. 
La existencia de un alto riesgo en una inversión implica un coste de capital alto y por tanto, dada una determinada rentabilidad de la inversión provocará una bajada del valor de la empresa y por tanto de sus acciones.

## Factores determinantes del coste de capital o costo de oportunidad de capital
Los factores más destacados que determinan el coste de capital son los siguientes:
- Las condiciones económicas generales que marcan la oferta y demanda de recursos financieros.
- Las condiciones del mercado, marcado por la prima de riesgo y la liquidez del mercado.
- Las condiciones financieras y operativas de la empresa.
- La cantidad de financiación.

## Cálculo del coste del capital
El cálculo parte de la determinación del coste efectivo de cada una de las fuentes de financiación de forma individualizada y que se realiza como el cálculo de la tasa de descuento que se desprende de la ecuación que iguala el valor actual de los recursos netos recibidos, con el valor actual de las salidas de efectivo que provoca esa financiación por cualquier causa. Así se hará un cálculo del coste de los recursos ajenos, otro del capital ordinario y otro de los beneficios retenidos.
Después de obtener estos costes se puede pasar a la determinación del coste medio ponderado de todas las fuentes de financiación. Estos cálculos suponen una serie de premisas sobre determinados factores que se suponen que han de permanecer constantes

### Supuestos del cálculo
- Riesgo económico se mantiene inalterado.
- No existen alteraciones de la estructura financiera de la empresa.
- Política de dividendo constante.[1]